# Tenteling
Tenteling là một xã trong vùng Grand Est, thuộc tỉnh Moselle, quận Forbach, tổng Behren-lès-Forbach. Tọa độ địa lý của xã là 49° 07' vĩ độ bắc, 06° 56' kinh độ đông. Tenteling nằm trên độ cao trung bình là 300 mét trên mực nước biển, có điểm thấp nhất là 245 mét và điểm cao nhất là 362 mét. Xã có diện tích 7,19 km², dân số vào thời điểm 2002 là 1015 người; mật độ dân số là 141 người/km².

## Thông tin nhân khẩu
| 1962 | 1968 | 1975 | 1982 | 1990 | 1999 |
| ---- | ---- | ---- | ---- | ---- | ---- |
| 527  | 594  | 642  | 746  | 786  | 996  |